# Aleksander Mevatne
Aleksander Mevatne (født 11. november 1988) er en norsk håndboldspiller. Mevatne er stregspiller for eliteserieklubben FyllingenBergen. Mevatne har spillet på Norges juniorlandshold.
Mevatne har tidligere spillet for Bergensklubberne Nornen og Fyllingen samt for Bodø Håndballklubb (BHK).